# Idaea miranda
Idaea miranda là một loài bướm đêm trong họ Geometridae.